# شامپولیون ۳۴۱۴
سیارک ۳۴۱۴ (به انگلیسی: 3414 Champollion، نامگذاری:1983DJ) سه هزار و چهارصد و چهاردهمین سیارک کشف شده‌است که در ۱۹ فوریه ۱۹۸۳ کشف شد.
قدر مطلق سیارک برابر ۱۳٫۸۰ است.